# Procecidochares pleuritica
Procecidochares pleuritica är en tvåvingeart som beskrevs av Friedrich Georg Hendel 1914. Procecidochares pleuritica ingår i släktet Procecidochares och familjen borrflugor.
Artens utbredningsområde är Paraguay. Inga underarter finns listade i Catalogue of Life.